# 陽炎 (陽炎型駆逐艦)
陽炎（かげろう / かげろふ）は、日本海軍の陽炎型駆逐艦1番艦である。1939年（昭和14年）11月に竣工した。日本海軍の艦船名としては1899年（明治32年）竣工の東雲型駆逐艦陽炎に続いて2隻目。1943年（昭和18年）5月、ソロモン諸島ブラケット海峡で触雷し沈没した。

## 艦歴

### 建造～第18駆逐隊時代
1934年（昭和9年）12月に日本がワシントン海軍軍縮条約の破棄を通告し2年後の失効が決まると、海軍は太平洋広域での活動を想定した大型駆逐艦の整備に着手した。1937年（昭和12年）からの第三次軍備補充計画(③計画)で、新型駆逐艦18隻の建造が承認された（同計画での建造は15隻）。「陽炎」は同型艦で3番目となる1937年（昭和12年）9月3日に舞鶴海軍工廠で起工し、1938年（昭和13年）4月15日に命名され、同日附で艦艇類別等級表に陽炎型駆逐艦が新設された。

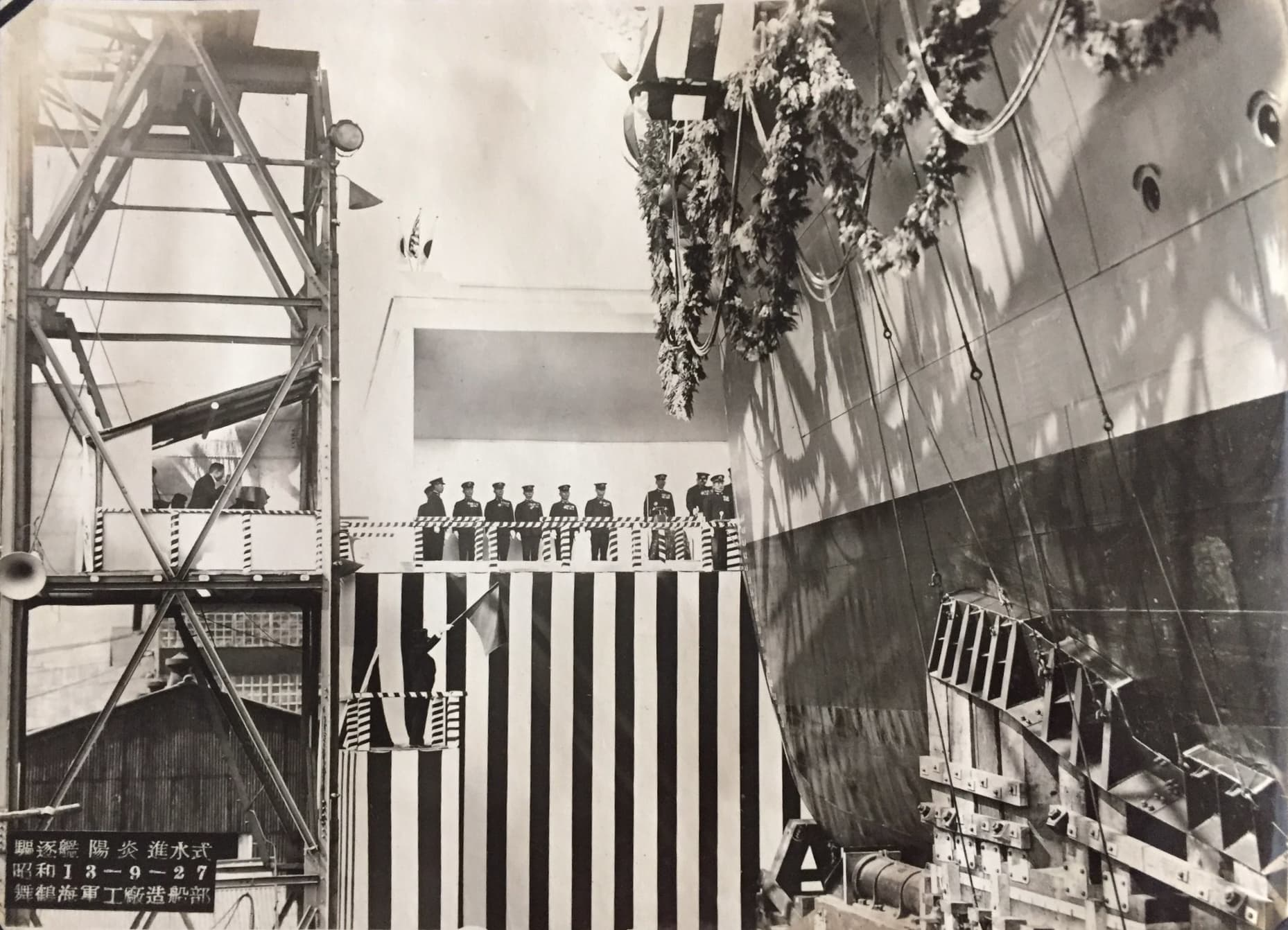
1938年9月27日の進水式

9月27日に進水。1939年（昭和14年）8月10日、艤装員長山本岩多中佐が正式に初代駆逐艦長となった。11月6日に同型艦で最も早く竣工した。
陽炎は朝潮型駆逐艦2隻の第18駆逐隊（霞、霰）に編入し、11月15日に同駆逐隊が第二艦隊・第二水雷戦隊に編入した。12月20日、2番艦「不知火」が竣工し、第18駆逐隊は4隻体制となった。1940年（昭和15年）10月11日、横浜港沖で行われた紀元二千六百年特別観艦式に18駆の僚艦と共に参加した。
太平洋戦争の開戦が迫った1941年（昭和16年）、航続距離が長い陽炎型2隻を揃えた第18駆逐隊は、真珠湾攻撃に備えて第二水雷戦隊の指揮を離れて第一航空艦隊の警戒隊（第一水雷戦隊司令官大森仙太郎少将）に編入された。警戒隊には他に第一水雷戦隊旗艦の軽巡「阿武隈」、第17駆逐隊（谷風、浦風、浜風、磯風）、駆逐艦「秋雲」（第五航空戦隊所属）が加わっていた。1941年（昭和16年）11月26日、機動部隊（赤城、加賀、蒼龍、飛龍、翔鶴、瑞鶴）の護衛として単冠湾を出発し、真珠湾攻撃に参加した。帰投後、開戦時の艦長だった横井稔中佐が脳溢血で倒れ、12月22日附で有本輝美智中佐に交代した。
1942年（昭和17年）1月5日に呉を出港し、第一航空艦隊に随行してラバウル攻撃に従事した。1月29日、「浜風」と共に「翔鶴」を護衛して横須賀に向かい、2月3日に到着した。2月には第二航空戦隊（蒼龍、飛龍）のポート・ダーウィン攻撃を護衛し、ジャワ南方機動作戦、4月のセイロン沖海戦にも参加した。4月23日、呉に入港し入渠整備を行った。
5月1日、第18駆逐隊は第二水雷戦隊の麾下に復帰した。5月下旬、第二水雷戦隊はミッドウェー攻略作戦に参加するためサイパンに進出し、6月のミッドウェー海戦では攻略隊の護衛として参加した。空母4隻を失って上陸作戦は中止となり、第18駆逐隊は6月8日、重巡「三隈」が沈没した第七戦隊（栗田健男少将）の指揮下に入った。大破した重巡「最上」を護衛し、同戦隊の重巡「熊野」「鈴谷」と共にトラック泊地に寄港した。6月23日、第18駆逐隊は「熊野」と「鈴谷」を護衛して呉に帰投した。
第18駆逐隊は北方海域を担当する第五艦隊の指揮下に入った。日本軍は、ミッドウェー作戦の陽動作戦として占領に成功したアッツ島とキスカ島を維持する方針を決め、第18駆逐隊が呉に帰投した6月23日に輸送部隊（水上機母艦「千代田」、あるぜんちな丸、鹿野丸、菊川丸、第18駆逐隊）を編制した。第18駆逐隊は「千代田」を護衛して横須賀に寄港し、「あるぜんちな丸」と合流した。6月28日、「陽炎」を除く3隻が一足先に「千代田」「あるぜんちな丸」を護衛して横須賀を出撃した。残る輸送船の出発が遅れたため「陽炎」は対潜作戦を行い、他の部隊と共に米潜水艦「ノーチラス (USS Nautilus, SS-168) 」を攻撃して損傷を与えた。
7月5日、キスカ島に到着した「不知火」と「霞」「霰」が米潜水艦「グロウラー (USS Growler, SS-215) 」に攻撃され、「霰」が沈没、「不知火」と「霞」が大破した。出港が遅れて難を逃れた「陽炎」は7月9日、輸送船「菊川丸」の護衛として横須賀を出発し、7月19日にキスカ島へ到着した。第18駆逐隊の健在艦が「陽炎」1隻となったため駆逐隊の編制が変更となり、「陽炎」は7月20日に南方に展開する第二水雷戦隊・第15駆逐隊（黒潮、親潮、早潮）に編入された。キスカ島に投錨していた「陽炎」は7月28日、駆逐艦「雷」が曳航する「霞」を護衛し、同島を出発した。8月3日、3隻は幌筵島片岡湾に到着した。「陽炎」は「霞」と分かれて横須賀に向かい、8月8日に到着した。同日附で第二水雷戦隊の指揮下に復帰した。

### ガダルカナル島の戦い
1942年（昭和17年）8月7日、米軍はガダルカナル島とツラギ島に上陸し、ガダルカナル島の戦いが始まった。「陽炎」は、整備を終えた第二水雷戦隊旗艦の軽巡「神通」を護衛して8月15日にトラック泊地に入り、8月16日にソロモン海方面を担当する外南洋部隊（三川軍一第八艦隊司令長官）の指揮下に入った。8月18日夜、陽炎は他の駆逐艦5隻（嵐、萩風、谷風、浦風、浜風）と共に陸軍一木支隊をガダルカナル島に揚陸させた。第17駆逐隊の「浦風」「谷風」「浜風」がラバウルに戻り、8月19日昼にB-17の空襲で「萩風」が大破し、「嵐」が護衛してトラック泊地に避退したため、同島付近に残る駆逐艦は「陽炎」1隻となった。「陽炎」は米軍機の空襲を受けたがツラギ方面の偵察と対地砲撃を実施した。第二水雷戦隊から交代の駆逐艦「江風」が派遣され、「陽炎」は8月21日にショートランド泊地へ向かった。
8月22日、外南洋部隊は駆逐艦5隻（陽炎、夕凪、江風、睦月、望月）にガダルカナル島に対する米軍の補給・増援の阻止を、駆逐艦「卯月」には日本軍守備隊への補給を命じた。「陽炎」は単艦で出撃し、8月23日深夜にガ島とツラギ島を砲撃するが、敵艦とは遭遇しなかった。
8月24日午後10時、駆逐艦5隻（陽炎、睦月、弥生、江風、磯風）はガダルカナル島ヘンダーソン飛行場基地を10分間砲撃し、陽炎は潜水艦1隻の撃沈を報告した。5隻は北上し、8月25日午前5時40分に陸軍一木支隊第二梯団を輸送する第二水雷戦隊（田中頼三少将）の旗艦「神通」、駆逐艦「海風」「涼風」、哨戒艇4隻、輸送船3隻（ぼすとん丸、大福丸、金龍丸）と合流した。直後、SBDとB-17の空襲を受け、「睦月」と「金龍丸」が沈没、「神通」が大破した。「陽炎」は「涼風」と共に「神通」を護衛して輸送船団から離脱したが、田中少将は「陽炎」を旗艦として再び船団に戻り、「神通」を「涼風」に護衛させてトラックに退避させた。輸送作戦は失敗し、8月26日夕、「陽炎」は燃料不足の「海風」を護衛してショートランド泊地へ向かった。8月28日朝、旗艦は重巡「衣笠」に移った。
同日、ガダルカナル島に陸軍川口支隊の揚陸を目指していた駆逐艦4隻（天霧、朝霧、夕霧、白雲）が空襲を受け、「朝霧」が沈没した。「陽炎」は救援のため出動し、8月29日昼に無傷の「天霧」と航行不能になった「白雲」、小破した「夕霧」と合流した。8月30日朝、「陽炎」は3隻を護衛しショートランド泊地に戻った。8月31日以降、第三水雷戦隊（橋本信太郎少将）を中心とする増援部隊に加わり、鼠輸送作戦に従事した。
9月2日深夜、「陽炎」、駆逐艦「夕暮」、敷設艦「津軽」、哨戒艇2隻（1号、2号）による輸送作戦が行われ、駆逐艦3隻（吹雪、白雪、天霧）が援護と飛行場砲撃を行った。9月5日、駆逐艦5隻（吹雪、白雪、天霧、陽炎、夕暮）でガ島揚陸が実施された。9月8日、ガ島に増援の米軍が上陸し、から米軍が川口支隊の背後に上陸したと報告が入った。第三水雷戦隊の旗艦軽巡「川内」と駆逐艦5隻（陽炎、吹雪、白雪、天霧、夕暮）が夜に到着したが、上陸船団は撤収しており、掃海艇1隻を座礁させたにとどまった。9月13日にはヘンダーソン飛行場への日本陸軍総攻撃を支援するため出撃したが、攻撃が失敗し引き返した。
9月21日、大江覧治大佐の指揮で駆逐艦4隻（陽炎、浦波、白雪、浜風）が出撃、夜にガダルカナル島揚陸に成功するが、月明下で米軍機の夜間空襲を受けた。「陽炎」は機銃掃射をうけて艦首の水線上に穴が空き、浸水して揚錨機が使用不能になった。この戦闘で、日本は月明下での鼠輸送を避けるようになった。9月22日、損傷した「陽炎」はいったん増援部隊から外されることになり、9月25日にトラック泊地に到着。工作艦「明石」による修理を受けた。
10月11日、前線に復帰した。10月13日に計画された大規模な飛行場砲撃作戦では前進部隊に編入され、駆逐艦「電」「磯波」と共に第二航空戦隊の空母「隼鷹」「飛鷹」を護衛した。10月26日の南太平洋海戦に参加し、米艦隊を追撃した「陽炎」と駆逐艦「巻波」が10月27日、空母「エンタープライズ (USS Enterprise, CV-6) 」と「ホーネット (USS Hornet, CV-8) 」の搭乗員各1名を捕虜にした。

### 第三次ソロモン海戦
11月3日、第二水雷戦隊（田中頼三少将）が再び増援部隊の中心となった。11月6日、駆逐艦11隻（陽炎、親潮、早潮、海風、江風、涼風、巻波、高波、長波、夕雲、風雲）がショートランド泊地を出撃しガダルカナル島に輸送し、作戦は成功した。
11月、再びヘンダーソン飛行場への大規模な艦砲射撃と上陸作戦が計画され、第38師団（佐野忠義中将）を乗せた輸送船11隻を、第二水雷戦隊が指揮する駆逐艦11隻（陽炎、早潮、親潮、海風、江風、涼風、高波、長波、巻波、天霧、望月）が護衛し、11月12日にショートランドを出撃した。しかし翌日の第三次ソロモン海戦第一夜戦と昼間の空襲で戦艦「比叡」、重巡「衣笠」、駆逐艦「暁」と「夕立」を失って砲撃が中止となり、船団はいったんショートランド泊地に戻った。11月14日に再出撃するが「エンタープライズ」艦載機やB-17重爆の攻撃で輸送船6隻が沈没、輸送船「佐渡丸」は「天霧」と「望月」の護衛で退避した。残る輸送船4隻（廣川丸、山浦丸、鬼怒川丸、山東丸）を護衛し揚陸を目指したが、11月15日に同海戦第二夜戦に遭遇した。田中少将は「陽炎」と「親潮」に突撃を命じ、戦艦「霧島」と交戦中の米戦艦「ワシントン (USS Washington, BB-56) 」に遭遇した。「親潮」は魚雷1本を発射したが外れ（命中と誤認）、「陽炎」は夜戦の混乱で敵味方が識別できず攻撃できなかった。輸送船は同日午前2時頃、ガダルカナル島に座礁させ揚陸をめざしたが、昼間の空襲で全隻炎上し、輸送作戦は完全に失敗した
連合軍は11月16日にパプアニューギニアのブナに上陸した。11月17日夜、駆逐艦5隻（夕雲、風雲、巻雲、陽炎、親潮）で陸兵1,000名のブナ輸送に成功した。別の輸送作戦で「海風」が空襲で航行不能となり、11月19日に「親潮」と「陽炎」がラバウルから救援に向かった。11月24日、第15駆逐隊の僚艦「早潮」が空襲で沈没し、同隊は3隻（親潮、黒潮、陽炎）になった。外南洋部隊は東部ニューギニアとガダルカナル島の二正面作戦を強いられることになり、第二水雷戦隊はガ島へのドラム缶輸送計画に参加することになった。
11月29日夜、田中少将が指揮する第二水雷戦隊の駆逐艦8隻（長波、高波、親潮、黒潮、陽炎、巻波、江風 、涼風）が、第一次のドラム缶輸送のためガダルカナル島ルンガ沖に到着した。日本の輸送作戦を察知したカールトン・ライト少将率いる米艦隊は重巡3隻、軽巡1隻、駆逐艦6隻で急襲し、ルンガ沖夜戦が勃発した。「陽炎」はこの時、輸送任務のため魚雷16本のうち予備魚雷8本を降ろしていた。「陽炎」は攻撃命令を受けてドラム缶投下を中止、魚雷戦を準備した。しかし後続の「巻波」と行動中に僚艦を見失ったため、他艦より遅れて米艦隊を追撃し、「巻波」と共に魚雷を発射した。このうち2本が重巡「ノーザンプトン (USS Northampton, CA-26) 」に命中し、まもなく沈没した。日本は「高波」を失ったが、重巡3隻（ミネアポリス、ニューオーリンズ、ペンサコーラ）を大破させ、日本が海戦に勝利した。ただ輸送は失敗した。
第二次輸送は「嵐」と「野分」が加わった駆逐艦9隻で実施され、12月3日 - 4日にドラム缶1,500個を投下したが、陸軍が回収できたドラム缶は310個にとどまった。12月7日 - 8日、第三次輸送が駆逐艦11隻（親潮、黒潮、陽炎、長波、江風、涼風、嵐、野分、浦風、谷風、有明）で実施された。空襲で「野分」が航行不能となり、「長波」「嵐」「有明」と共に撤退した。残る駆逐艦はガ島付近で魚雷艇と夜間空襲を受け、揚陸を断念した。12月11日 - 12日の第四次輸送は「野分」を「照月」に交代して実行されたが、揚陸中に魚雷艇の襲撃で「照月」が沈没し、投下したドラム缶1,200個中220個しか回収されなかった。
12月16日 - 17日には駆逐艦6隻（長波、巻波、親潮、黒潮、陽炎、谷風）でニュージョージア島ムンダに輸送を実施、揚陸中の夜間空襲で「陽炎」は重軽傷6名を出した。12月21日には駆逐艦4隻（浦風、谷風、巻波、陽炎）でムンダ輸送を実施した。
1943年（昭和18年）1月2日 - 3日、駆逐艦10隻（長波、江風、涼風、巻波、荒潮、親潮、黒潮、陽炎、磯波、電）でガ島への輸送に成功した。この頃、第二水雷戦隊の各艦が激戦で故障を抱えたため艦の交代が行われ、「陽炎」と「親潮」「涼風」「長波」はトラック泊地に戻った。
ガダルカナル島からの撤退が決まり、「陽炎」は2月上旬、敵艦隊の出現に備える本隊の支援隊として参加した（編制はケ号作戦参照）。2月8日までに撤退は成功し、トラック泊地の主力艦艇はいったん内地に帰投が決まった。「陽炎」と「黒潮」は悪天候で航空隊の収容が遅れた空母「隼鷹」を護衛するため、主力艦艇に1日遅れて2月16日にトラックから内地に向かった。到着後、「陽炎」は入渠整備を行った。

### 沈没
3月22日、「陽炎」と駆逐艦「涼月」「初月」「夕暮」は、空母「隼鷹」「飛鷹」、重巡「利根」「筑摩」を護衛して本土を出撃し、3月28日にトラック泊地に到着した。4月24日、トラックで合流した第十五駆逐隊（親潮、黒潮、陽炎）は外南洋部隊に編入された。4月26日、ラバウルに到着。この頃ムンダやコロンバンガラ島の部隊が栄養不良などのために戦力が低下していたため部隊の補充交代が実施されることになり、この任務に第十五駆逐隊などが投入された。4月29から5月8日までに6回のコロンバンガラ島輸送を実施することが計画され、第15駆逐隊（親潮、黒潮、陽炎）は奇数回の輸送を担当した。第1回（4月29日）、第3回（5月3日）の輸送は成功したが、毎回ブラケット水道を通過する同じ航路をとったため、日本軍の補給部隊がブラケット水道を通っていることを知ったアメリカ軍は5月6日に敷設駆逐艦「ガンブル (USS Gamble, DM-15) 」「ブリーズ(USS Breese, DM-18) 」「プレブル(USS Preble, DM-20) 」により機雷を敷設した。
5月7日17時（日本時間）、「親潮」、「黒潮」、「陽炎」はブインから5回目の輸送に出撃した。「陽炎」は八連特の人員や軍需品などを搭載していた。5月8日1時ごろにコロンバンガラ島ヴィラ泊地に入泊し、揚陸およに交代人員の収容を終えて3時10分頃に出港。ブラケット水道を通過し、ファーガスン水道に向かおうとしていたとき、先頭の「親潮」が触雷した。時刻は3時59分であった。これを潜水艦の雷撃によるものと判断した「黒潮」と「陽炎」は爆雷を投射。それから「陽炎」は「親潮」の周囲で潜水艦の捜索を行っていたところ、フェアウェイ島の37度約2,000メートル付近で触雷した。その時刻は4時11分頃か4時6分、または「親潮」触雷の11分後であった。「陽炎」は第一缶室と第二缶室に浸水し航行不能となった。この後さらに「黒潮」も触雷し爆沈した。
沿岸監視員から日本駆逐艦が航行不能となって漂流中との報告を受けたマーク・ミッチャー少将はSBD19機、TBF3機、F4U32機、P-40を8機攻撃に向かわせた。F4UとTBFは荒天のため引き返したが残りは攻撃を行い、「親潮」に爆弾1発が命中。「陽炎」も至近弾や機銃掃射で負傷者を出し、火災も発生したがすぐに消火された。「陽炎」は北西に流され、浸水が進んで沈み始めたため18時ごろ艦長は総員離艦を下令。18時17分、「陽炎」はフェアウェイ島の0度1,200メートル地点で沈没した。「陽炎」での人的被害は戦死者18名、重傷者11名、軽傷者25名であった。「陽炎」の生存者はフェアウェイ島に上陸し、5月9日の日没後に救出に来た大発により救助された。
6月20日、「陽炎」は帝国駆逐艦籍から除籍され、第15駆逐隊も解隊した。

## 歴代艦長
艤装員長
1. 山本岩多 中佐：1939年2月2日[93] - 1939年8月10日[6]

駆逐艦長
1. 山本岩多 中佐：1939年8月10日[6] - 1939年11月1日[94]
2. 天野重隆 中佐：1939年11月1日[94] - 1940年10月15日[95]
3. 横井稔 中佐：1940年10月15日[95] - 1941年12月22日[11]
4. 有本輝美智 中佐：1941年12月22日[11] - 1943年6月1日[96]